# Rolnictwo w Polsce
Rolnictwo w Polsce – jeden z działów gospodarki Polski, którego udział w PKB kraju wyniósł 3,4% w roku 2011. Produkty pochodzenia rolniczego stanowiły 9,1% wszystkich produktów wyeksportowanych przez Polskę.

## Historia

### Początki rolnictwa
Po przejściu od zbieractwa do pierwszych form rolnictwa w uprawie rolnej współistniały dwie techniki – kopieniactwo i technika wypaleniskowa. Następnym etapem było przejście do epoki żelaza, która cechowała się rosnącym znaczeniem rolnictwa ornego. Podstawowym narzędziem stało się radło. Gospodarkę żarową zaczęto zastępować systemem przemienno-odłogowym.
W artykule opublikowanym w Nature w 2013 roku zaprezentowano wyniki badań wskazujące, że na terenach Europy, m.in. Polski, już w okresie neolitu (ok. 7000 lat temu) produkowano sery.

### Okres gospodarki feudalnej (V–XIV w.)
Na ukształtowanie się gospodarki feudalnej miały wpływ: rozpad wspólnoty rodowej, wzrost zróżnicowania majątkowego oraz pojawienie się nowych klas społecznych i instytucji. Przechodzenie do stałego rolnictwa ornego sprzyjało usamodzielnianiu się małych rodzin, rozszerzaniu zasięgu prywatnej własności i umacnianiu organizacji wspólnot terytorialnych. W okresie V-VIII w. n.e. ukształtowała się wspólnota rolna „opole” (grunty orne użytkowano indywidualnie, a inne użytki były wykorzystywane przez ludność całej wspólnoty).
Stopniowo odchodzono od systemu przemienno-odłogowego, do trójpolówki nieregularnej. W wyniku długotrwałego procesu wykształcił się podział społeczności na feudałów i podległą im grupę ludności o różnym stopniu zamożności i uzależnienia.
Pojawiły się nadwyżki żywności, co umożliwiło przechodzenie coraz większej grupy ludności do zajęć pozarolniczych. Nastąpiła koncentracja ludności w obszarach rzemieślniczo-handlowych, stanowiących zaczątek miast.
W X wieku następuje dalsza specjalizacja produkcji rolniczej. Pojawia się uzależnienie ludności wiejskiej od wielmoży w postaci obowiązkowych rent feudalnych.
Okres XII–XIV w. to dynamiczny rozwój osadnictwa wiejskiego (płd. Polski).

### Rolnictwo w I Rzeczypospolitej
Od początku XV w. wzrasta w rolnictwie znaczenie folwarków. Obniżenie realnej wartości czynszów groziło obniżeniem stopy życiowej właścicieli folwarków. Rozwiązaniem okazują się być intensyfikacja produkcji, oraz wzrost eksportu zboża do Niderlandów i Anglii.
Główną formą pozyskiwania siły roboczej do pracy w folwarkach jest pańszczyzna jako jedna z form renty feudalnej.
Pod koniec XVI w., w gospodarce folwarcznej znajdowało się ok. 30% gruntów uprawnych. Najmniejsze folwarki posiadają jeden łan (ok. 16 ha), największe kilkadziesiąt łanów.
Powierzchnia ziem uprawnych wynosi prawdopodobnie 11 mln ha, na których gospodaruje 600 tys. rodzin rolniczych. W strukturze upraw przeważały żyto i owies z niewielkim udziałem pszenicy i jęczmienia. Upowszechnia się uprawa warzyw (kapusty, sałaty, kopru, selera, pora i kalafiora). W chowie zwierząt przeważa bydło.

### Okres zaborów (1772–1918)
Różne systemy gospodarcze w poszczególnych zaborach spowodowały pogłębienie się różnic regionalnych w zakresie poziomu rozwoju rolnictwa. Różnice te są obserwowalne do dziś.
W zaborze austriackim stosunki agrarne podlegały silnej interwencji państwa dążącego do powiększenia renty odprowadzanej do skarbu państwa. Zmiany zaprowadzone w XVIII w. miały charakter postępowy i łagodziły poddaństwo chłopów. Jednak po śmierci cesarza Józefa II korzystny trend uległ odwróceniu.
W zaborze pruskim naczelną zasadą władz było wyciąganie z ziem jak największych korzyści dla państwa. Nastąpiło tu najwcześniej uwłaszczenie chłopów. Zlikwidowano rentę feudalną i nadano chłopom ziemię na mocy edyktu z 1807 r.
Na ziemiach zaboru rosyjskiego zniesiono niewolę chłopów, ale nie towarzyszyło temu uwłaszczenie. Ziemia w całości była własnością panów, a wprowadzane później akty sprzyjały rugowaniu chłopów z ziemi.
W Królestwie Polskim w 1816 r. założono w Marymoncie Instytut Agronomiczny, pierwszą w Polsce i jedną z pierwszych w Europie wyższą szkołę rolniczą; organizatorem i pierwszym dyrektorem instytutu był Jerzy Beniamin Flatt. W 1861 r. Instytut Agronomiczny został zamknięty, a następnie przeniesiony do Puław, gdzie w 1862 r. utworzono Instytut Politechniczny i Rolniczo-Leśny, w miejsce którego z kolei w 1869 r. utworzono Instytut Gospodarstwa Wiejskiego i Leśnictwa.

### Dwudziestolecie międzywojenne

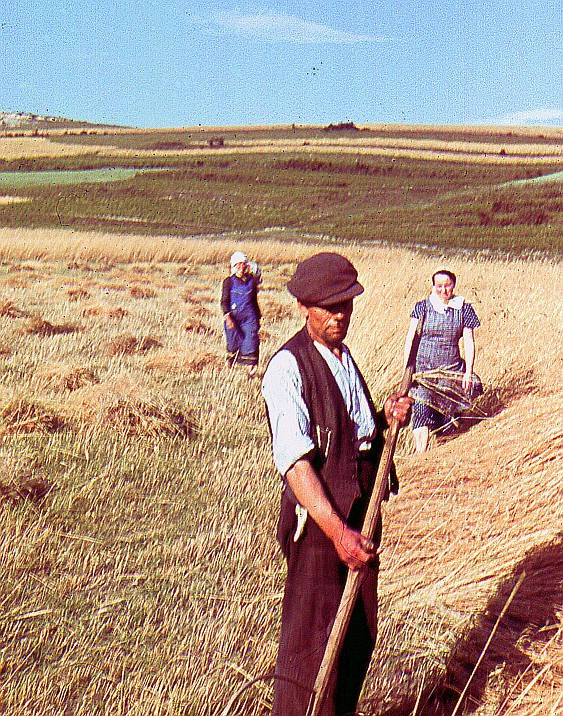
Żniwa pod Libiążem (1938)

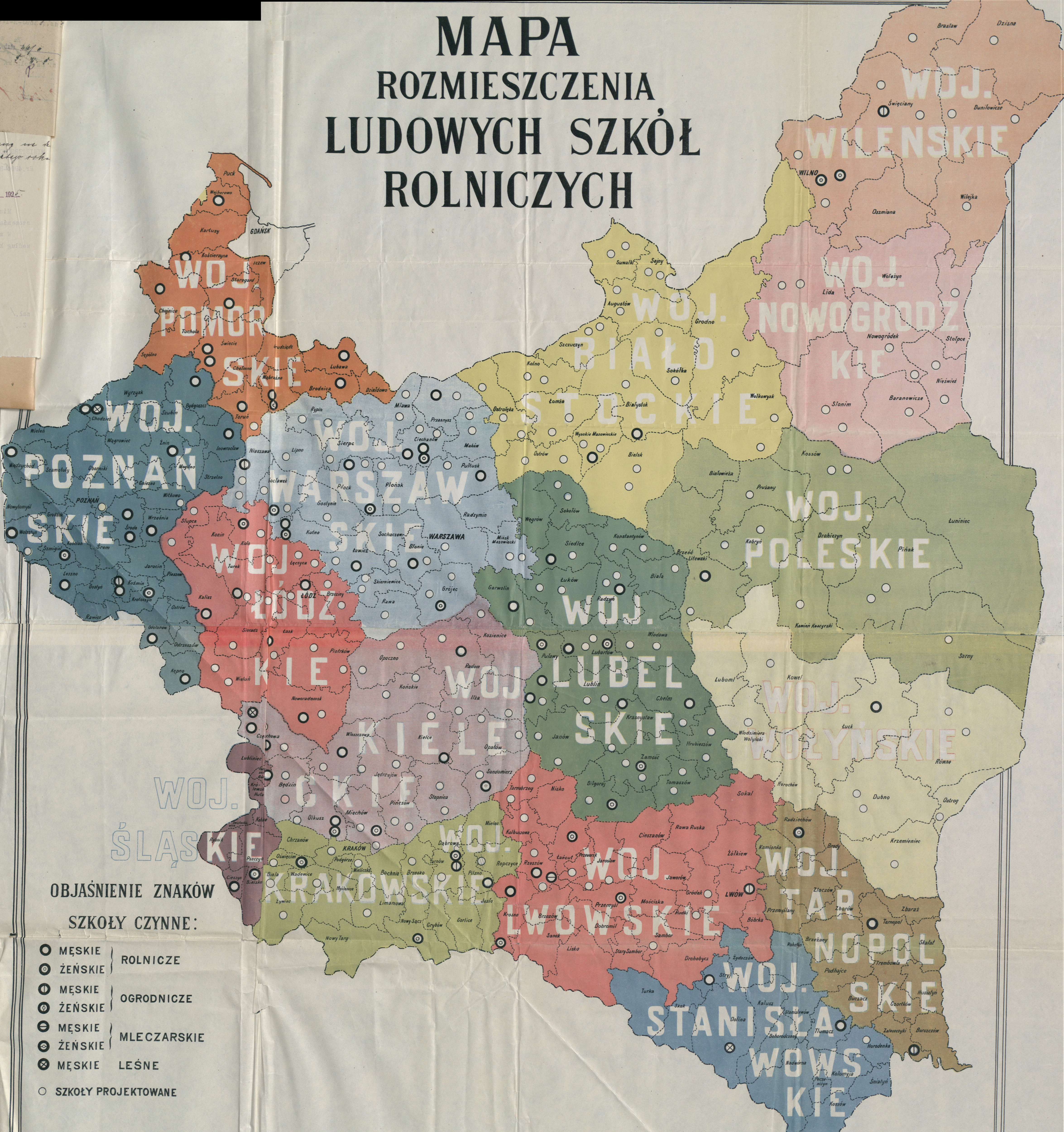
Mapa rozmieszczenia ludowych szkół rolniczych (1925-1931; ze zbiorów Archiwum Państwowego w Poznaniu)

W dwudziestoleciu międzywojennym (1918–1939) nasiliło się zróżnicowanie terytorialne rolnictwa. Występowało przeludnienie wsi (75% mieszkańców zamieszkiwało obszary wiejskie).
W strukturze użytkowania ziemi dominują grunty orne. W 1921 r. zajmują powierzchnię 18,3 mln ha (74,2% powierzchni użytków rolnych). Największą grupę gospodarstw stanowią małe, o powierzchni poniżej 5 ha.
Wśród zwierząt gospodarskich najważniejszą rolę odgrywa bydło. Zwiększa się pogłowie krów kosztem wołów. Rośnie także znaczenie trzody chlewnej. W 1937 r. pogłowie osiąga ponad 5,2 mln szt. Pogłowie koni szacuje się na ok. 4 mln szt. (wysoka liczba koni wskazuje na rozdrobnienie gospodarstw).
Produkcja roślinna to przede wszystkim zboża: pszenica i jęczmień. Rośnie udział ziemniaków. Wzrost znaczenia buraków cukrowych, tytoniu i chmielu.
W 1918 r. powstała Szkoła Główna Gospodarstwa Wiejskiego w Warszawie.
15 lipca 1920 Sejm uchwalił ustawę o reformie rolnej (Dz.U. nr 70, poz. 462). Publiczna własność ziemska, a także własność prywatna w ustalonej kolejności miały przejść do włościan małorolnych i bezrolnych, ale także do zasłużonych żołnierzy i inwalidów wojennych. Kolejną ustawę w tej sprawie uchwalono w 1925 r.

### Okres gospodarki socjalistycznej (1944–1989)
Podczas II wojny światowej zaprzestano uprawy na ok. 7,5 mln ha użytków rolnych.
Po wojnie zaczęto wprowadzać reformę rolną, burzącą dotychczasową strukturę własności gruntów rolnych (Manifest PKWN). W 1944 r. utworzono Państwowy Fundusz Ziemi (PFZ). Grunty gospodarstw o powierzchni powyżej 50 ha miały zostać podzielone pomiędzy robotników rolnych, chłopów małorolnych i średniorolnych. Ogółem w okresie 1945-1949 w ręce chłopów przeszło ponad 6,1 mln ha gruntów, z czego na utworzenie ok. 814 tys. gospodarstw przeznaczono 5,6 mln ha, reszta została przeznaczona na zasilenie gospodarstw karłowatych.
W dwa lata od zakończenia wojny zaczęła się zmieniać polityka rolna państwa, w której coraz większą rolę zaczęła odgrywać kolektywizacja rolnictwa. Intensywna kolektywizacja trwała do 1956 r., wskutek czego powstało ponad 10 tys. gosp. spółdzielczych. Towarzyszyła temu centralizacja sterowania zaopatrzeniem rolnictwa i zbytem produktów rolniczych.

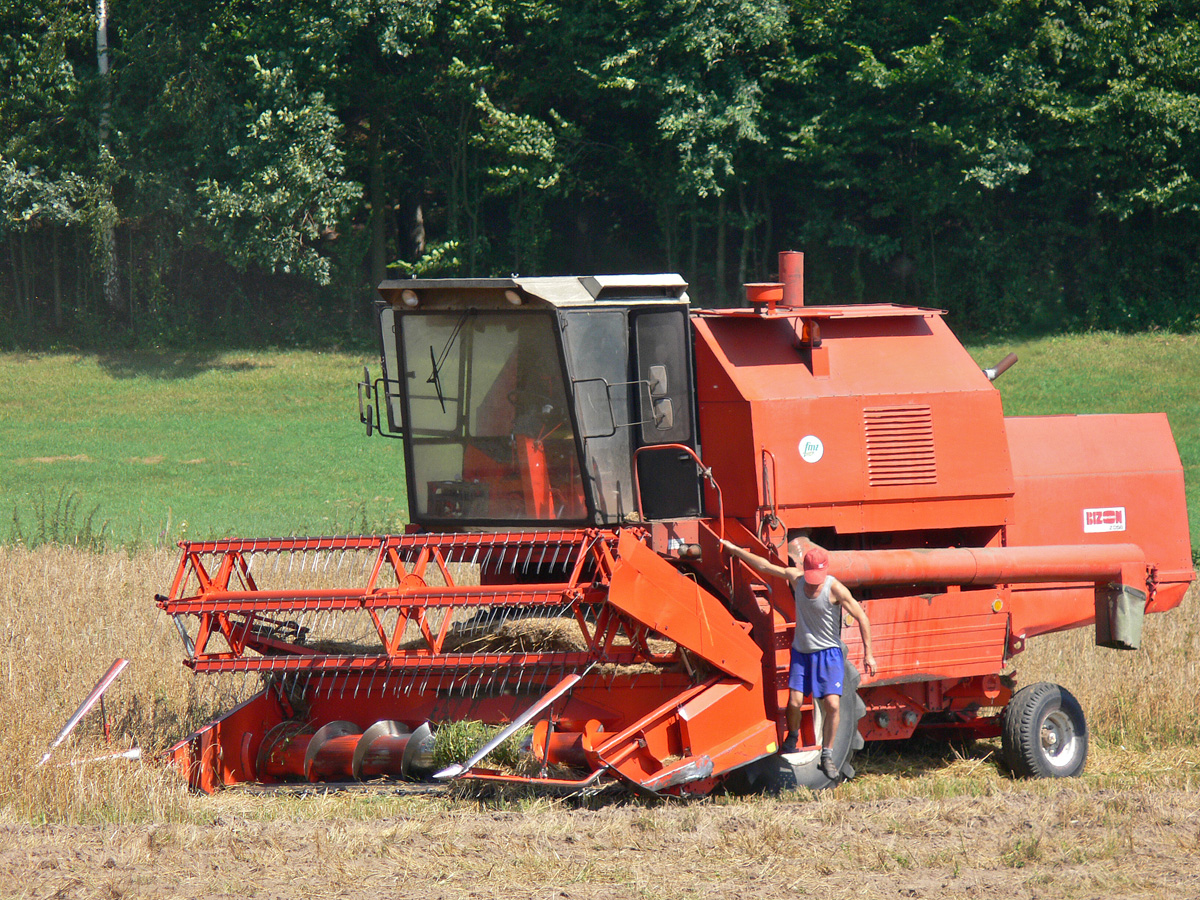
Kombajn „Bizon” Z058 (2009)

W 1947 r. założono Państwowy Instytut Wydawnictw Rolniczych (od 1950 Państwowe Wydawnictwo Rolnicze i Leśne), pierwsze w historii polskiego rolnictwa wydawnictwo naukowe wydające publikacje naukowe i popularnonaukowe z zakresu uprawy roślin i organizacji rolnictwa.
W latach 1950–1954 utworzono sieć sześciu wyższych szkół rolniczych: w Olsztynie (1950), w Poznaniu (1951), we Wrocławiu (1951), w Krakowie (1953), w Szczecinie (1954), w Lublinie (1955). W latach 1969–1972 wyższe szkoły rolnicze przekształcono w akademie rolnicze. W 1950 r. w Warszawie utworzono Instytut Ekonomiki Rolnej, w 1980 r. powstał Instytut Ekonomiki i Organizacji Przemysłu Spożywczego; w 1982 oba instytuty połączono tworząc Instytut Ekonomiki Rolnictwa i Gospodarki Żywnościowej. W 1985 r. w Poznaniu założono Polskie Towarzystwo Agronomiczne (PTA).
W 1945 r. Fabryka Maszyn Żniwnych w Płocku rozpoczęła produkcję maszyn rolniczych, m.in. kombajnów „Vistula” (1962) i „Bizon” (1971).

### Od 1989 r.
Po roku 1989 nastąpiła likwidacja gospodarstw państwowych. Ostatnie z nich zostały zlikwidowane w 1994 roku.
W latach 90. następowało pogorszenie się sytuacji ekonomicznej w gospodarstwach rolnych. W zakresie użytkowania ziemi wzrósł udział zbóż w strukturze zasiewów oraz wzrosła powierzchnia gruntów odłogowanych i ugorowanych. Nastąpiła także dywersyfikacja gospodarstw w zakresie poziomu rozwoju, wielkości i kierunków produkcji.
1 stycznia 1992 roku została powołana Agencja Własności Rolnej Skarbu Państwa (po zmianie nazwy w 2003 roku – Agencja Nieruchomości Rolnych), której zadaniem było przejęcie państwowych gruntów rolnych i gospodarowanie zasobami na zasadach określonych w ustawie z dnia 19 października 1991 roku (Dz.U. z 1991 r. Nr 107, poz. 464). Przekazany majątek stanowił wydzieloną część mienia Skarbu Państwa, która tworzy Zasób Własności Rolnej Skarbu Państwa. Ogółem przejętych zostało 4739 tys. ha gruntów.
Od 2004 r. polscy rolnicy są beneficjentami wspólnej polityki rolnej (m.in. w latach 2004–2016 otrzymali 24,7 mld euro dopłat bezpośrednich). Jej instrumenty przyśpieszyły procesy przekształcania i restrukturyzacji w tym sektorze.
Według danych GUS w 2015 roku powierzchnia upraw wynosiła 10,8 mln hektarów, z czego 69,9% (7,5 mln ha) zajmował areał zbóż. Prawie połowa tej powierzchni (31,9% wszystkich upraw) zajmowała pszenica, a trochę mniej (20,2%) zajmowało pszenżyto. Kolejną po zbożach grupą były uprawy roślin pastewnych, w tym kukurydzy przeznaczonej na zielonkę i mieszanek zbożowo-strączkowych (13,2% – 1 419,9 tys. ha), roślin przemysłowych, takich jak buraki cukrowe, rzepak i rzepik, len, konopie, tytoń (10,6% – 1 143,7 tys. ha), ziemniaków (2,7% – 292,5 tys. ha) i roślin strączkowych (0,8% – 91,0 tys. ha). Reszta upraw ma powierzchnię taką samą jaką zajmuje uprawa ziemniaków.

## Charakterystyka warunków produkcji rolniczej

### Gleby
Jakość gleb w Polsce nie należy do najwyższych. Dominują powierzchnie średnio urodzajne i słabe. Najbardziej urodzajne gleby – czarnoziemy, czarne ziemie i mady stanowią niewielki odsetek użytków rolnych w Małopolsce, na Lubelszczyźnie, Opolszczyźnie, Dolnym Śląsku, Nizinie Szczecińskiej i Żuławach Wiślanych.

### Indywidualne gospodarstwa rolne
Gospodarstwa rolne w Polsce są silnie rozdrobnione, w 2013 roku było ich 1 428 400. Gospodarstwa indywidualne posiadają ok. 91% ogółu użytków rolnych, jak i ogółu sztuk dużych zwierząt gospodarskich znajdujących się w gospodarstwach rolnych. Jest to efekt m.in. polityki rolnej powojennej Polski. Średnia powierzchnia gospodarstwa rolnego w Polsce wynosi 11,54 ha (2013).
Zróżnicowanie gospodarstw występuje też terytorialnie. Silniejsze rozdrobnienie można zaobserwować na południu oraz płd. wschodzie kraju, podczas gdy większa koncentracja ziemi występuje w rejonach północnych.

## Ważniejsze kierunki produkcji rolnej
- Drób – Krajowa produkcja drobiu w 2015 roku wyniosła 2,839 mln ton[17]. Polska jest największym producentem drobiu w Unii Europejskiej i trzecim eksporterem na świecie[18].
- Jabłka – Zbiory jabłek w 2015 oszacowano na 3,168 mln ton[19]. W 2015 Polska była największym eksporterem jabłek na świecie[20].
- Jaja kurze – Produkcja jaj kurzych w 2015 wyniosła 10,474 mld szt[17]. Pod względem eksportu zajmuje drugie miejsce w UE[21]. W przeważającej części jaja te pochodzą z chowu klatkowego, który w 2022 r. wyniósł 76,2% ogółu produkcji[22].
- Pieczarki – Produkcja pieczarek w 2015 wyniosła 335 tys. ton. Polska jest największym producentem pieczarek w Europie i największym eksporterem tych grzybów na świecie[23].
- Skóry futerkowe – Produkcja skór futerkowych w 2015 wyniosła ok. 10 mln szt. Polska jest drugim w Europie, po Danii, producentem naturalnych skór zwierząt futerkowych i trzecim na świecie[24]. Z klasyfikowaniem futrzarstwa jako gałęzi rolnictwa nie zgadzają się jednak przedstawiciele organizacji prozwierzęcych, którzy lokują je bliżej przemysłu, wskazując na niechęć samych mieszkańców wsi w stosunku do tego typu produkcji[25].

|  |  |

## Oświata rolnicza

### Uczelnie rolnicze
Pierwsza wyższa szkoła rolnicza, potem akademia rolnicza powstała w 1858 roku w Dublanach, w II RP przeniesiono ją do Lwowa, tworząc wydział Politechniki. Po II wojnie światowej utworzono wyższe szkoły rolnicze (WSR), które rozwinęły się do akademii rolniczych. W ostatnich latach niektóre akademie rolnicze przemianowano na uniwersytety przyrodnicze, a inne na uniwersytety rolnicze.
Obecnie w Polsce działa dziesięć uczelni rolniczych, na każdej z nich studiuje od 10 do 33 tys. studentów.
Wskaźnik zatrudnienia w rolnictwie od zakończenia II wojny światowej zmalał, jednak w stosunku do krajów Europy jest nadal bardzo wysoki. Ludność pracująca w rolnictwie, łowiectwie i leśnictwie w 2008 roku to 2,14 mln osób, w tym w samym rolnictwie: 2,09 mln. Od roku 2000 liczba ta zmalała dwukrotnie. Rolnictwo w Polsce zatrudnia prawie 16% ogółu osób pracujących, ale dostarcza zaledwie ok. 3% PKB. Rolnictwo w krajach Europy Zachodniej zatrudnia zaledwie 2–3% ogółu pracującej ludności. Ludność rolnicza przeważa na wschodzie kraju, toteż tam sytuacja jest najmniej korzystna, np. zatrudnienie w rolnictwie dochodzi do 33,7% w województwie lubelskim. Zmienia się struktura wieku pracujących w rolnictwie. W 2002 roku ponad 13% spośród nich było w wieku emerytalnym, ale stopniowo obniża się przeciętny wiek rolników. Przeciętny poziom wykształcenia rolników systematycznie rośnie, jest jednak wciąż niski. Tylko 6,1% prowadzących indywidualne gospodarstwa ma wyższe wykształcenie, a 68,6% ma wykształcenie podstawowe lub zasadnicze zawodowe. 50% pracujących w rolnictwie nie ma żadnego przygotowania rolniczego, natomiast posiada kilkudziesięcioletnie doświadczenie w tym zakresie.